# Клод-Лейк (Флорида)
Клод-Лейк (англ. Cloud Lake) — муниципалитет, расположенный в округе Палм-Бич (штат Флорида, США) с населением в 167 человек по статистическим данным переписи 2000 года.

## География
По данным Бюро переписи населения США муниципалитет Клод-Лейк имеет общую площадь в 0,26 квадратных километров, водных ресурсов в черте населённого пункта не имеется.
Муниципалитет Клод-Лейк расположен на высоте 3 м над уровнем моря.

## Демография
По данным переписи населения 2000 года в Клод-Лейк проживало 167 человек, 43 семьи, насчитывалось 62 домашних хозяйств и 68 жилых домов. Средняя плотность населения составляла около 642,31 человек на один квадратный километр. Расовый состав населённого пункта распределился следующим образом: 87,43 % белых, 2,99 % — чёрных или афроамериканцев, 7,78 % — азиатов, 1,80 % — представителей смешанных рас, Испаноговорящие составили 30,54 % от всех жителей.
Из 62 домашних хозяйств в 30,6 % воспитывали детей в возрасте до 18 лет, 56,5 % представляли собой совместно проживающие супружеские пары, в 9,7 % семей женщины проживали без мужей, 30,6 % не имели семей. 25,8 % от общего числа семей на момент переписи жили самостоятельно, при этом 9,7 % составили одинокие пожилые люди в возрасте 65 лет и старше. Средний размер домашнего хозяйства составил 2,69 человек, а средний размер семьи — 3,33 человек.
Население муниципалитета по возрастному диапазону по данным переписи 2000 года распределилось следующим образом: 25,7 % — жители младше 18 лет, 7,2 % — между 18 и 24 годами, 30,5 % — от 25 до 44 лет, 27,5 % — от 45 до 64 лет и 9,0 % — в возрасте 65 лет и старше. Средний возраст жителей составил 38 лет. На каждые 100 женщин в Клод-Лейк приходилось 85,6 мужчин, при этом на каждые сто женщин 18 лет и старше приходилось 82,4 мужчин также старше 18 лет.
Средний доход на одно домашнее хозяйство составил 55 625 долларов США, а средний доход на одну семью — 57 292 доллара. При этом мужчины имели средний доход в 31 250 долларов США в год против 30 833 доллара среднегодового дохода у женщин. Доход на душу населения составил 55 625 долларов в год. Все семьи имели доход, превышающий уровень бедности.